# Rhynchostegiella keniae
Rhynchostegiella keniae là một loài rêu trong họ Brachytheciaceae. Loài này được Dixon mô tả khoa học đầu tiên năm 1918.